# Angoulême CFC
Angoulême CFC – jest francuskim klubem piłkarskim z siedzibą w Angoulême.

## Historia
Angoulême Charente Football Club został założony w 1920 jako SC Angoulême. W 1925 klub zmienił nazwę na AS des Charentes. W latach 1945–1948 klub po raz pierwszy miał status profesjonalny. W latach 1948–1992 klub nosił nazwę  AS Angoulême. W 1965 klub odzyskał status profesjonalny i w 1969 po raz pierwszy historii awansował do francuskiej ekstraklasy. W swoim pierwszym sezonie klub zajął wysokie czwarte miejsce. Dzięki czwartemu klub wystąpił jedyny raz w historii w Pucharze Miast Targowych. W I rundzie Angoulême trafił na portugalską Vitórią SC. W meczu wyjazdowym Angoulême przegrało 0-3, w rewanżu wygrali 3-1 i odpadli z rozgrywek.
W kolejnych latach klub zajmował 16. i 20. miejsce w lidze, co spowodowało spadek z ligi. W 1984 klub po raz drugi stracił status profesjonalny. W latach 1992 po raz kolejny klub zmienił nazwę na AS Angoulême-Charente 92. W latach 1991–1995 trenerem klubu był Andrzej Szarmach. W 2005 klub kolejny raz zmienił nazwę na Angoulême Charente Football Club. Klub obecnie występuje w rozgrywkach DH Centre-Ouest (VI liga).

## Sukcesy
- 1/32 finału Pucharu Miast Targowych: 1970/1971
- 4. miejsce w Mistrzostwach Francji: 1969/1970

## Reprezentanci krajów w barwach klubu
| - Steve Savidan - Romuald Kujawa - Romuald Chojnacki - Witold Kasperski - Bertus de Harder | - Fabrice Do Marcolino - Arsène Do Marcolino - Pavel Kouba - Abdoulaye Kapi Sylla |

## Trenerzy
- Bertus de Harder (1957−1960)
- Henri Skiba (1973-1977)
- Andrzej Szarmach (1991–1995)
- Patrice Neveu (1998−1999)

## Sezony wPremière Division
| Sezon     | Poz. | M  | Z  | R  | P  | Br+ | Br- | Br+/- | Pkt | Uwagi                  |
| 1969/1970 | 4    | 34 | 12 | 14 | 8  | 53  | 43  | +10   | 38  | Puchar Miast Targowych |
| 1970/1971 | 16   | 38 | 10 | 12 | 16 | 30  | 47  | -17   | 32  |                        |
| 1971/1972 | 20   | 38 | 8  | 7  | 23 | 39  | 85  | -46   | 23  | Spadek do Division 2   |

## Europejskie puchary
Legenda do wszystkich tabel:
- Q – runda eliminacyjna, 1/16, 1/8, 1/4, 1/2 – odpowiednia faza rozgrywek, Grupa – runda grupowa, 1r gr – pierwsza runda grupowa, 2r gr – druga runda grupowa, F – finał, R – runda, PO – play-off
- k. – rzuty karne, los. – losowanie, Dogr. – dogrywka, w. – zasada bramek strzelonych na wyjeździe

| Sezon   | Rozgrywki              | Runda | Przeciwnik | Dom | Wyjazd | Ogólnie |
| ------- | ---------------------- | ----- | ---------- | --- | ------ | ------- |
| 1970/71 | Puchar Miast Targowych | 1R    | Vitória SC | 3–1 | 0–3    | 3–4     |